# Volker Spengler
Volker Spengler (* 16. Februar 1939 in Bremen; † 8. Februar 2020 in Berlin) war ein deutscher Schauspieler am Theater und im Film.

## Leben
Volker Spengler war ab seinem 14. Lebensjahr Seemann. Mit 18 Jahren begann er eine Kaufmannslehre. Von 1959 bis 1961 studierte Spengler an der Schauspielschule in Salzburg und am Reinhardt-Seminar in Wien.
Nach einem längeren Aufenthalt in den USA war er am Theater in Stuttgart zusammen mit Heinz Erhardt, in Hamburg mit Ida Ehre und in Frankfurt mit Fritz Rémond tätig. Ab 1967 war Spengler am Schillertheater in Berlin engagiert – dort spielte er 1968 unter der Regie von Fritz Kortner die Rolle des Caliban in Shakespeares Sturm; daneben war er in München und Köln tätig. Am Schauspiel Frankfurt/Main wirkte er unter anderem bei den Einar-Schleef-Inszenierungen Vor Sonnenaufgang von Gerhart Hauptmann (1987) und in der Uraufführung von Schleefs eigenem Stück Die Schauspieler (nach Maxim Gorkis Nachtasyl, 1988) mit. Mit Peter Palitzsch arbeitete er ebenfalls in Frankfurt zusammen: In Leben Eduard des Zweiten von England von Christopher Marlowe (1988) und als Estragon in Becketts Warten auf Godot (1991). Die Zusammenarbeit mit Palitzsch setzte sich am Berliner Ensemble (Shakespeares Perikles und Brechts Baal, beide 1993, Tankred Dorsts Fernando Krapp hat mir diesen Brief geschrieben und Edward Bonds Ollys Gefängnis, beide 1994, Hamm in Becketts Endspiel, 1995) und am Düsseldorfer Schauspielhaus (als Gustaf Gründgens in Frank M. Raddatz’ Alles Theater – gewidmet Gustaf Gründgens sowie Becketts Das letzte Band, beide 1999) fort. In Düsseldorf spielte Volker Spengler auch die Titelrolle in Brechts Leben des Galilei, Regie: Klaus Emmerich, im Jahre 2000. In der letzten Inszenierung von Heiner Müller, Brechts Der aufhaltsame Aufstieg des Arturo Ui, 1995 am Berliner Ensemble, spielte Spengler die Rolle des Giri.
Zwischen 1975 und 1981 wirkte Spengler in Filmen des Regisseurs Rainer Werner Fassbinder mit, zunächst in Nebenrollen. Später gelang ihm der Durchbruch als Charakterdarsteller. So spielte er in Filmen wie Mutter Küsters’ Fahrt zum Himmel (1975), Satansbraten, Chinesisches Roulette (beide 1976), Bolwieser (1977), Die Ehe der Maria Braun (1978), Die dritte Generation (1979), Berlin Alexanderplatz (1980) und Die Sehnsucht der Veronika Voss (1982). Eine besonders prägnante Rolle bei Fassbinder war die der Transsexuellen Elvira Weishaupt im Film In einem Jahr mit 13 Monden (1978). Neben seiner Tätigkeit am Theater arbeitete Volker Spengler in den 1980er-Jahren weiterhin in Film und Fernsehen. In dem Film Der Unhold (1996) von Volker Schlöndorff spielte er neben John Malkovich und Gottfried John. Zuletzt stand er im Jahr 2004 für das Liebesdrama Kammerflimmern vor der Kamera.
Ab 1993 war Spengler als Schauspieler beim Berliner Ensemble verpflichtet, spielte jedoch auch häufig bei René Pollesch an der Volksbühne Berlin wie auch mit Christoph Schlingensief.
Sein langjähriger Lebenspartner Bob verstarb am 20. April 1994 an den Folgen von Aids. Spengler starb im Februar 2020 im Alter von 80 Jahren in Berlin.

## Filmografie (Auswahl)
- 1968: Vier Stunden von Elbe 1
- 1973: Tatort – Kressin und die zwei Damen aus Jade (TV-Reihe)
- 1975: Mutter Küsters’ Fahrt zum Himmel
- 1976: Hinzelmeier (TV)
- 1976: Satansbraten
- 1976: Chinesisches Roulette
- 1976: Bolwieser
- 1977: Adolf und Marlene
- 1978: Despair – Eine Reise ins Licht
- 1978: In einem Jahr mit 13 Monden
- 1979: Die Ehe der Maria Braun
- 1979: Die dritte Generation
- 1979: Bildnis einer Trinkerin. Aller jamais retour
- 1980: Berlin Alexanderplatz
- 1981: Heute spielen wir den Boß – Wo geht’s denn hier zum Film?
- 1981: Obszön – Der Fall Peter Herzl
- 1982: Die Sehnsucht der Veronika Voss
- 1982: Marmor, Stein und Eisen bricht
- 1983: Vom anderen Stern (TV)
- 1986: Der dicke Rebell
- 1987: Peng! Du bist tot!
- 1989: 100 Jahre Adolf Hitler – Die letzte Stunde im Führerbunker
- 1989: Kopffeuer
- 1991: Das deutsche Kettensägenmassaker
- 1996: Der aufhaltsame Aufstieg des Arturo Ui (TV)
- 1996: Der Unhold
- 1997: Die 120 Tage von Bottrop
- 2000: Fandango
- 2003: Dirty Sky
- 2004: Kammerflimmern

## Hörspiele (Auswahl)
- 2002 Christoph Schlingensief: Rosebud mit Sophie Rois, Martin Wuttke, Bernhard Schütz u. a. (Hörspielpreis der Kriegsblinden im Jahr 2003)